# Димитър Моллов
Димитър Петров Моллов (1846 – 1914) е български лекар-хирург и политик от Прогресивнолибералната, по-късно от Народната партия. Той е един от основоположниците на системата на здравеопазването в България след Освобождението; действителен член (от 1884) и подпредседател (1898-1911) на Българското книжовно дружество.

## Биография

### Произход и образование
Димитър Моллов е роден на 7 януари 1846 (26 декември 1845 стар стил) в град Елена. Първоначално учи в Беброво, родното село на баща си. Между 1860 – 1862 г. е учител в Садина, Ковачевец и Върбица. След това учи в гимназия и завършва семинарията в Киев (1867). Със стипендия на Славянското благотворително общество завършва медицина в Московския университет (1873), където след това защитава и докторат (1876).

### Професионална кариера
Моллов участва като доброволец в Сръбско-турската война през 1876 г., като организира санитарен отряд и военнополева болница. По време на Руско-турската война е губернски лекар във Видин (1877) и ръководител на санитарен влак на Червения кръст.

### Политическа кариера
След Освобождението Димитър Моллов е избран за председател на Медицинския съвет към правителството на Княжество България, който ръководи здравното дело. През 1879 г. Моллов изработва „Временни правила за устройството на медицинското управление в България“, уреждащи болничния устав и устройството на аптеките в младата държава. Избран е за народен представител през 1879 – 1881, 1884 – 1886, 1894 – 1896 и 1901 – 1903.
След утихването на кризата с Режима на пълномощията Моллов се присъединява към партията на Драган Цанков и е министър на народното просвещение между 1883 – 1884. Като краен русофил, след убийството на Христо Белчев през 1891 г. е интерниран в Беброво. Завръща се в София след падането на Стефан Стамболов през 1894 г. и оглавява парламентарна анкетна комисия за разследване на дейността на предходното правителство. След това от 28 юли 1895 до 12 октомври 1896 година е кмет на София.

#### Обратно към медицината
Димитър Моллов е един от организаторите на здравното дело в България. Той е създател на първия здравен закон (1879), председател на Върховния/висшия медицински съвет (1879 – 1882), един от инициаторите за основаването на Александровска болница в София, основател на Българския червен кръст (1883), заместник главен лекар на Българската войска (1884 – 1887), съосновател (1901) и пръв председател на Българския лекарски съюз. През 1881 г. Моллов става дописен член, а през 1884 – действителен член на Българското книжовно дружество. Той е и негов подпредседател (1898 – 1911) и председател на Природо-медицинския клон (1884 – 1898, 1900 – 1911).

### Смърт
Димитър Моллов умира на 21 януари 1914 г. (на 68 г.)

## Семейство
Димитър Моллов и съпругата му Пелагия имат 4 деца – проф. Владимир Моллов, юрист и политик, проф. д-р Васил Моллов, лекар, д-р Петър Моллов – правист, подпредседател на Софийски окръжен съд, и Людмила – пианистка, омъжена за ген. Константин Жостов.

## Памет
На Димитър Моллов е наречена улица в квартал „Младост 1“ в София (Карта).